# Medaille commemorative française
Die Médaille commemorative française (deutsch Französische Erinnerungsmedaille) ist ein französisches Ehrenzeichen. Sie kann Soldaten und Zivilisten verliehen werden, die nach dem  1. März 1991 an bestimmten Missionen außerhalb des französischen Staatsgebiets teilgenommen haben. Die Auszeichnung geht auf den früheren französischen Verteidigungsminister François Léotard zurück und wurde durch Dekret 95-1098 des französischen Staatspräsidenten François Mitterrand am 9. Oktober 1995 gestiftet.

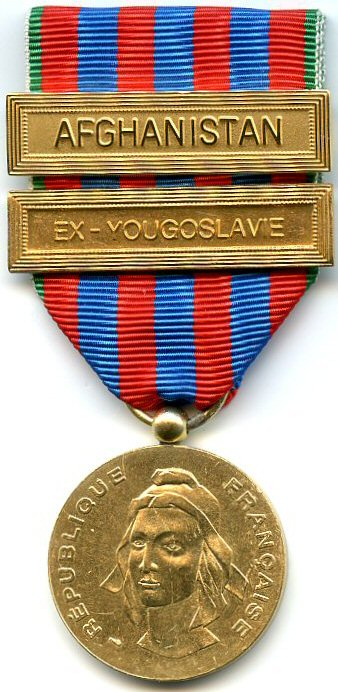
Medaille commemorative francaise mit Schriftzug "Afghanistan" und "Ex-Yougoslavie"

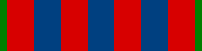
Bandschnalle

Die Medaille kann auch an Angehörige ausländischer Streitkräfte und Zivilisten verliehen werden, die unter französischen Kommando gedient haben, beispielsweise unter UN-Mandat oder NATO-Mandat. Gemäß dem Stiftungsdekret ist hierfür die Genehmigung der jeweiligen Regierung des Auszuzeichnenden einzuholen.

## Ehrenzeichen
Das Ehrenzeichen ist rund und hat einen Durchmesser von 30 mm. Auf der Vorderseite ist das Bildnis der Marianne mit der Inschrift RÉPUBLIQUE FRANÇAISE abgebildet, auf der Rückseite trägt es die Inschrift Médaille commémorative française.
Das Ehrenzeichen kann gegenwärtig mit zehn Schriftzügen versehen werden:
- EX-YOUGOSLAVIE[2]
- HAÏTI[3][4]
- ALBANIE[5]
- TIMOR-ORIENTAL[6]
- AFGHANISTAN[7]
- ASIE DU SUD-EST[8]
- GÉORGIE[9]
- LIBYE[10]
- JORDANIE[11]
- GUINÉE[12]

## Empfänger (Auswahl)
- General Jean-Paul Paloméros (* 1953), Frankreich
- General David Petraeus (* 1952), USA
- Oberst Michael Knoke, Deutschland[13]
- Oberstleutnant Frank Lindstedt, Deutschland[14]
- Hauptmann Key Pousttchi (* 1970), Deutschland